# Колокольников, Евгений Васильевич
Евгений Васильевич Колокольников (20 марта 1946, с. Русские Чикаши, Куединский район, Пермская область, РСФСР, СССР — 4 августа 2011, Новоуральск, Свердловская область, Россия) — советский и российский тренер по биатлону, заслуженный тренер СССР (1986).

## Биография
Окончил Уральский электромеханический институт инженеров железнодорожного транспорта. Мастер спорта СССР по лыжным гонкам и биатлону, выступал за спортивное общество «Локомотив». Работал инженером на Уральском электрохимическом комбинате.
В 1977 году сконструировал и изготовил систему автоматической оценки результатов стрельбы в биатлоне. После этого его пригласили в сборную СССР членом комплексной научной группы, занимавшейся научным обеспечением подготовки спортсменов. В 1980 году был приглашён в экспериментальную сборную команду СССР, в которой спортсмены-лыжники должны были стать высококлассными биатлонистами. В 1986 году ему было присвоено звание заслуженного тренера СССР.
- 1986—1991 гг. — старший тренер молодёжной сборной команды СССР, в которой тренировались Владимир Драчев, Сергей Тарасов, Валерий Кириенко,
- 1991—1996 гг. — директор Центра зимних видов спорта в городе Новоуральске Свердловской области, где под его руководством были построены лыжный и биатлонный центры,
- 1996—1999 гг. — тренер женской сборной команды России,
- 1999—2000 гг. — старший тренер мужской сборной команды России. Результаты, показанные мужской сборной на Чемпионате мира 2000 года, до сих пор остаются для неё рекордными: 4 медали (золото в эстафете и 3 серебра в личных гонках).
- 2000—2002 гг. — старший тренер мужской и женской молодёжных команд,
- 2002—2010 гг. — тренер по общефизической подготовке сборной России,
- 2011 год — главный тренер сборной команды Свердловской области по биатлону.

Был личным тренером заслуженного мастера спорта России, 14-кратной чемпионки мира по летнему биатлону, обладательницы Кубка Европы 2008—2009 года по биатлону, неоднократной чемпионки России по биатлону Натальи Соколовой.
Скончался 4 августа 2011 года от инфаркта по возвращении со стрельбища биатлонного комплекса в Новоуральске. Похоронен на Новом кладбище посёлка Верх-Нейвинского.